# Chapman Stick
Pour les articles homonymes, voir Stick.
 (novembre 2021).
Si vous disposez d'ouvrages ou d'articles de référence ou si vous connaissez des sites web de qualité traitant du thème abordé ici, merci de compléter l'article en donnant les références utiles à sa vérifiabilité et en les liant à la section « Notes et références ».

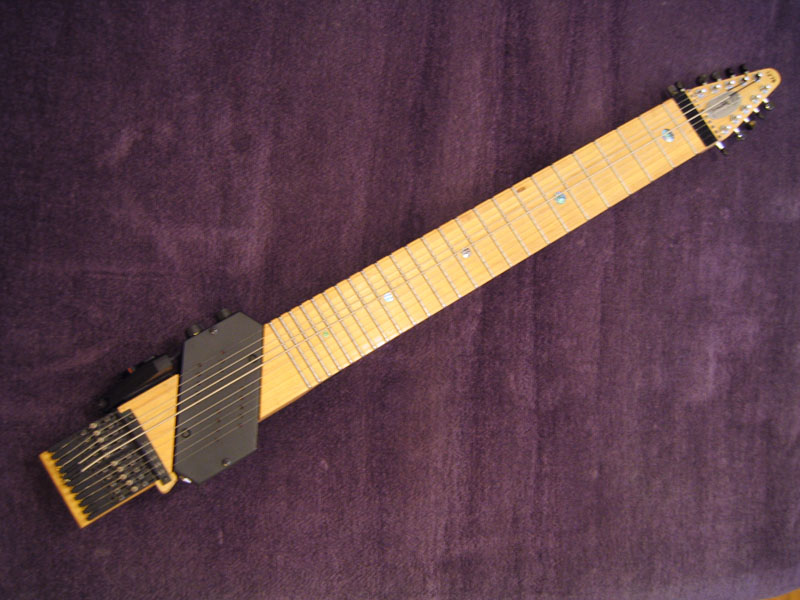
Un Chapman Stick 10 cordes

Le stick ou Chapman stick est un instrument de musique amplifié inventé par l'Américain Emmett Chapman en 1969 et commercialisé à partir de 1974. 
Il est dérivé de la guitare, et comporte huit, dix ou douze cordes séparées en une partie mélodique et une partie basse. Sa singularité est que ses cordes sont frappées avec les doigts selon la technique du tapping à deux mains ou touch-style. Il permet un jeu nettement plus polyphonique qu'un instrument à corde plus classique, ce qui le rapproche des instruments à clavier. Les cordes de la partie basse et de la partie mélodique sont d'ailleurs amplifiables séparément.
Il peut être utilisé dans n'importe quel style : rock, funk, classique, jazz, blues, salsa, celtique, punk…
Fabriqué dans différents bois ou en graphite, il se décline en plusieurs versions qui se distinguent par le nombre de cordes et la répartition des cordes entre mélodie et basse. Plusieurs accordages sont possibles, mais les plus populaires montrent une dissymétrie dans les intervalles entre les cordes mélodiques et les cordes basses, avec une opposition quarte et quinte. D'autres accordages autorisent des motifs de doigtés similaires sur les deux manches ainsi que des transpositions plus aisées.

Le son de cet instrument est chaud et puissant, et sert en général à grossir les basses des accords. La technique utilisée s'apparente un peu au piano dans le sens où la main gauche joue généralement les basses — avec éventuellement les accords — pendant que la main droite joue les mélodies ou les accords. 

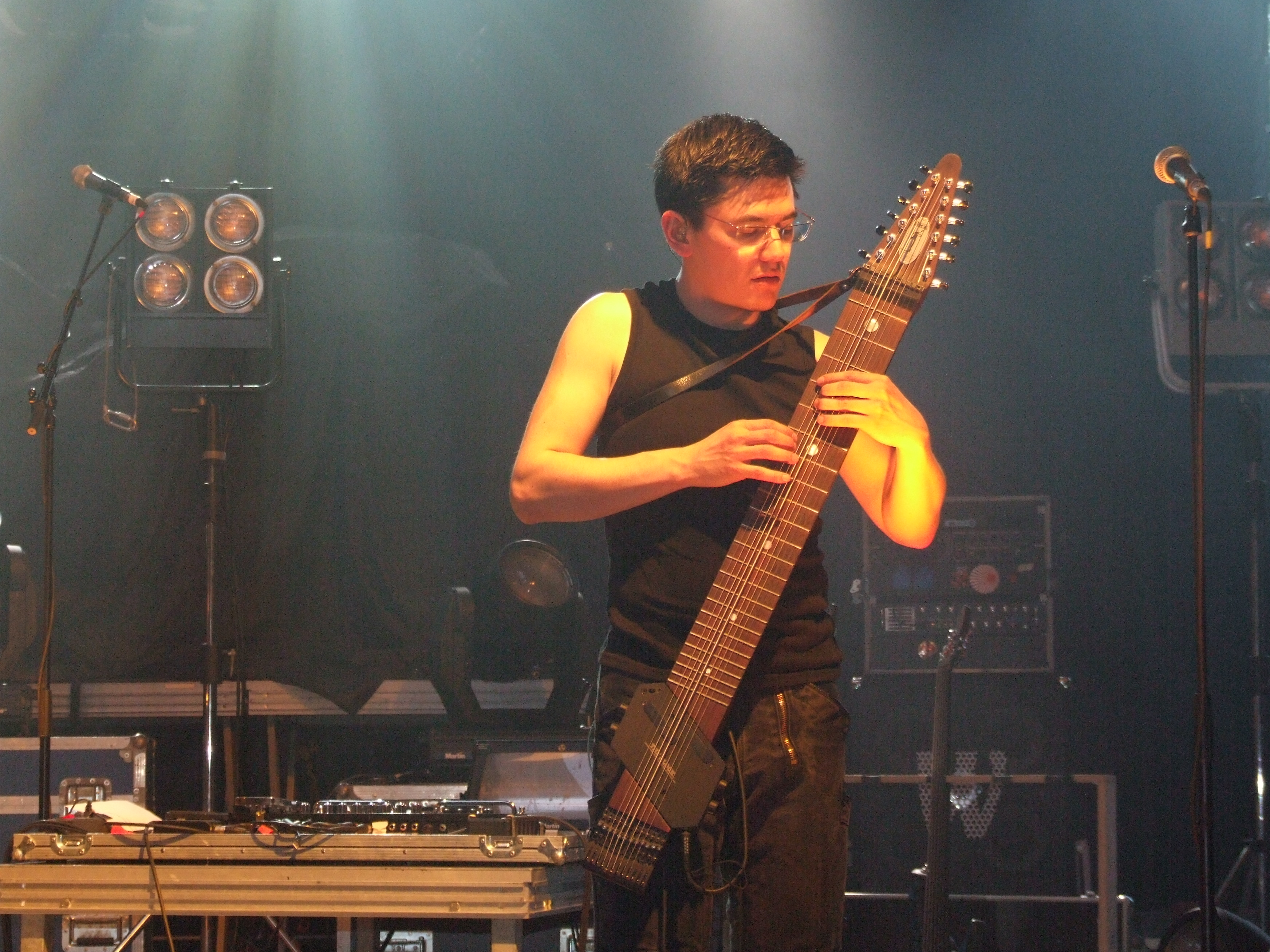
Chapman Stick 12 cordes de Bruder Frank de Saltatio Mortis.

On peut entendre du Stick sur de nombreux enregistrements, en particulier dans les parties de basse.  
Parmi les groupes ou les artistes utilisant le Stick, figurent, entre autres, Alphonso Johnson sur son album solo (Moonshadows 1976), Tony Levin sur les disques de Peter Gabriel, King Crimson et Liquid Tension Experiment, Pink Floyd sur A Momentary Lapse of Reason sur la pièce One Slip, Nick Beggs, The Stick Men ou sous son propre nom. Peter Gifford, le 2eme bassiste du groupe rock australien Midnight Oil, sur l'album Red Sails in the Sunset (chansons Sleep et Who Can Stand in the Way).  
En France, ses utilisateurs sont le groupe Tarace Boulba, Bernard Paganotti sur ses disques solo, Youenn Landreau en solo ou avec son groupe Costik, Guy Mauffait et Pascal Gutman.  
Parmi les autres groupes utilisant le Stick, on trouve Kittyhawk, le Dave Matthews Band, Dream Theater, Weather Report avec Alphonso Johnson, ainsi que le groupe allemand Saltatio Mortis. 
Un album où le son du Stick est particulièrement mis en avant est Discipline de King Crimson, avec encore une fois Tony Levin, où il fait notamment l'intro de la chanson Elephant Talk. Chez King Crimson, un autre musicien à s'être illustré sur le Stick ainsi que sur la Warr Guitar et le Talker (Deception of the Thrush) est Trey Gunn qui apparaît à l'époque du double trio et les différents ProjeKcts. On le retrouve donc sur les albums Vrooom et Thrak, puis à partir de The construKction of light, le groupe redevient un quatuor toujours avec Gunn en remplacement de Tony Levin. 